# John Loudon McAdam

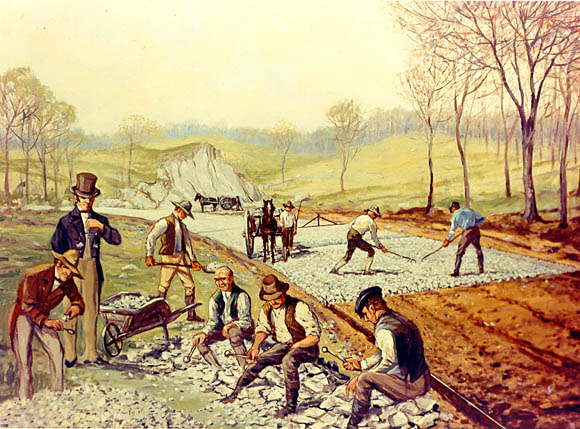
Dobový obrázek pokládání makadamu

John Loudon McAdam (23. září 1756 Ayr – 26. listopadu 1836 Moffat) byl skotský inženýr a silniční stavitel. Proslavil se zejména vynálezem a aplikací nového způsobu výstavby silničního povrchu – makadamu. Tento způsob byl revoluční v tom, že používal kameniva různých frakcí s předem určenou strukturou. Hladký a tvrdý povrch vozovky byl více trvanlivý a méně blátivý než klasické cesty tvořené pouze zeminami. Název technologie je odvozen od McAdamova příjmení.

## Život
John Loudon McAdam se narodil v Ayru ve Skotsku 23. září 1756 jako poslední, desáté, dítě (a druhý syn) barona z Waterheadu. Ačkoliv se jeho rodina historicky jmenovala McGregor, nechala se z politických důvodů za vlády Jakuba VI. v 17. století přejmenovat na McAdam s poukazem na původ od biblického Adama.
V roce 1770 odešel do Ameriky, kde se živil jako obchodník během Americké revoluce a zbohatl tam; v roce 1783 se pak vrátil do Skotska. Zde se stal majitelem uhelných dolů a živil se obchodem s uhlím a uhelným dehtem. V roce 1783 se také stal pověřencem u mýtné společnosti Ayrshire Turnpike a během dalších deseti letech se postupně zapojoval do každodenní výstavby silnic. V roce 1802 se přestěhoval do Bristolu a v roce 1804 se tam stal hlavním zeměměřičem u společnosti Bristol Corporation.
Ve dvou svých traktátech z let 1816 a 1819 – Remarks on the Present System of Road-Making a Practical Essay on the Scientific Repair and Preservation of Roads – uvedl, že nově stavěné cesty by měly být tvořeny vrstvami kameniva a štěrku, uspořádanými systematickým způsobem. V roce 1816 byl jmenován zeměměřičem společnosti Bristol Turnpike Trust a zde rozhodl o přestavbě silnic novým způsobem – konstrukce vozovky sestávala z hrubého drceného kameniva se štěrkovou výplní na pevném podkladu z velkých kamenů. Oboustranný příčný sklon, díky kterému měla vozovka střechovitý tvar, zajišťoval rychlý odtok dešťové vody pryč z vozovky tak, aby voda nepronikala do konstrukce vozovky a nepoškozovala tak základy. Jednalo se o největší pokrok v silničním stavitelství od dob starověkého Říma a nová metoda začala být označována „makadam“ či „makadamisace“.
Tento koncept se velice rychle rozšířil do celého světa, mezi prvními makadamovými silnicemi ve Spojených státech byla National Road, vedoucí z Cumberlandu. Následoval rychlý rozvoj výstavby na Britských ostrovech, ve Spojených státech i v kontinentální Evropě.

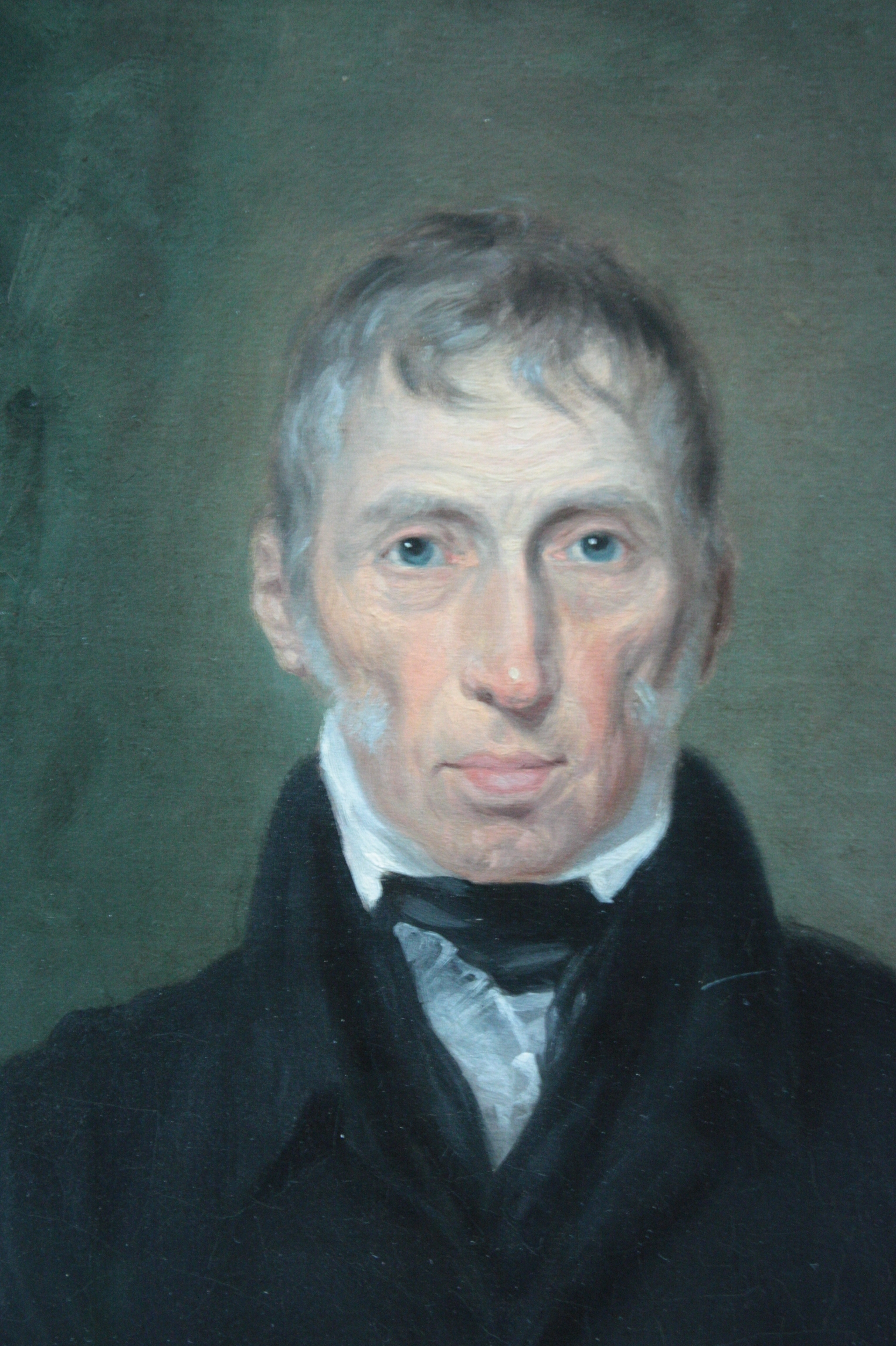
John Loudon McAdam

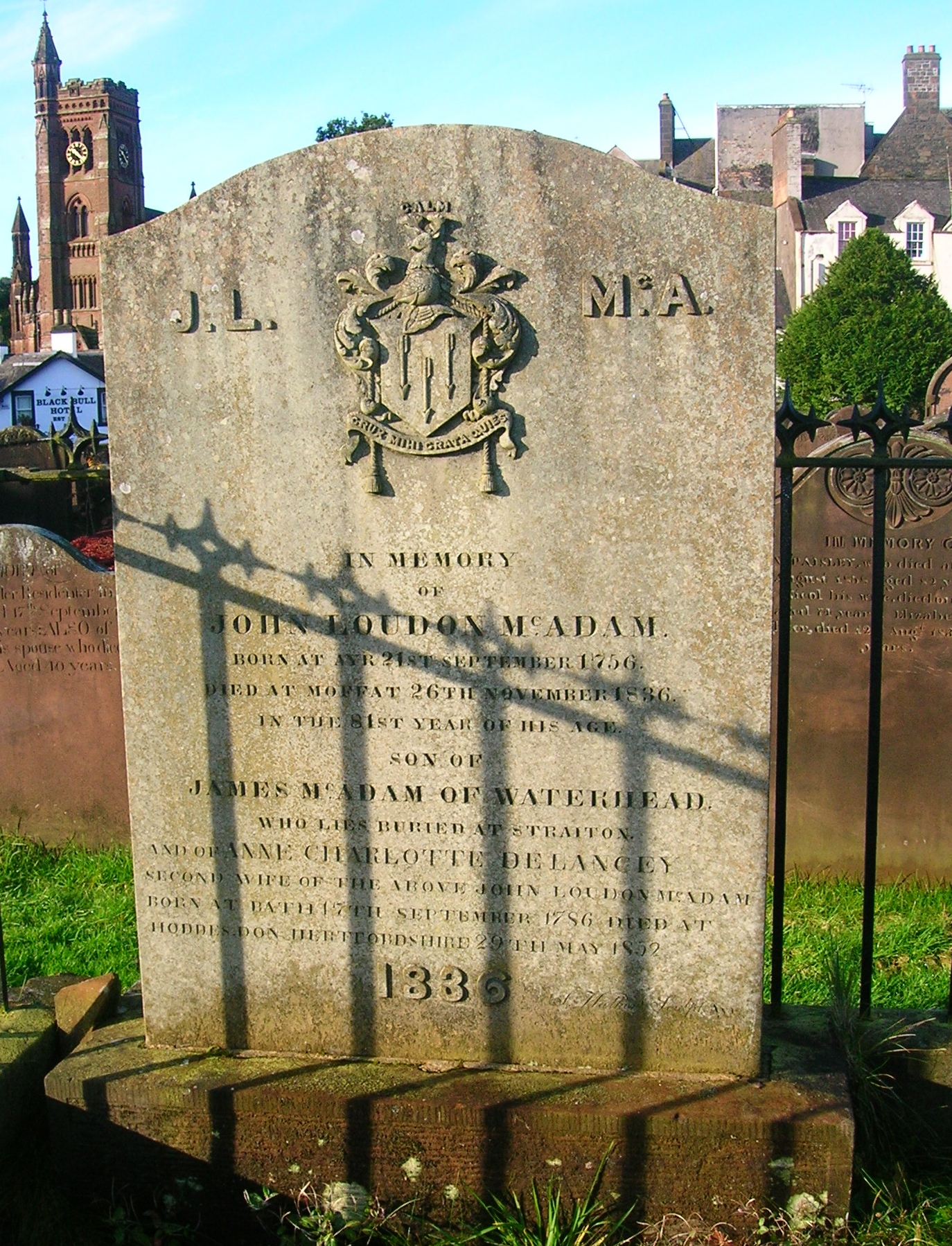
McAdamův náhrobek v Moffatu

McAdam zemřel během návratu z letního pobytu ve Skotsku na své sídlo v Hoddesdonu 26. listopadu 1836 v Moffatu, kde je také pohřben. Příčinou úmrtí byl infarkt myokardu.